# Azouz Statra
Azouz Statra es un actor y músico argelino nacido en 1981 que reside en Sétif.
Comenzó a actuar a los 10 años en el colegio y en 1995, fundó con sus amigos un pequeño grupo de teatro para aficionados que llamado la sonrisa(dahka), donde interpretaban sketches conocidos y pequeños guiones que escribían. Desde 2004 es secretario de la cooperativa teatral Les Compagnons de Nedjma.
Además de desempeñarse como actor, también es cantante y músico de instrumentos tradicionales.

## Actuaciones

### Teatro
- 1999: les cousins de Radouane Rouchdi
- 2000: one-man-show (El dawiya)
- 2007: Aouled Amer (Les enfants d'Amer)

### Cine
- En 1997, Les cousins de Radoiane Rouchdi.
- En 1998, El dawiya.
- En 2001, Le réseau realizado por Lebssir.
- En 2004, L'errant de Abdelatif Bounab.
- En 2005, participa en el curso de formación de Jean-Yves Pique.
- En 2007, telefilm Du rouge sur la croix (France 2 - TSR) realizado por Dominique Othenin-Girard.